# ایولینا سوممنن
اِوِلینا سومّانِن (انگلیسی: Eveliina Summanen؛ زادهٔ ۲۹ مهٔ ۱۹۹۸) بازیکن فوتبال اهل فنلاند است.
از باشگاه‌هایی که در آن بازی کرده‌است می‌توان به باشگاه فوتبال کیف اوربرو دی‌اف‌اف اشاره کرد.
وی همچنین در تیم ملی فوتبال زنان فنلاند بازی کرده‌است.